# Fundación NMAC
La Fundación NMAC es un espacio museístico al aire libre y de carácter privado, dedicado al arte contemporáneo y al estudio de las relaciones que se establecen entre arte y naturaleza.

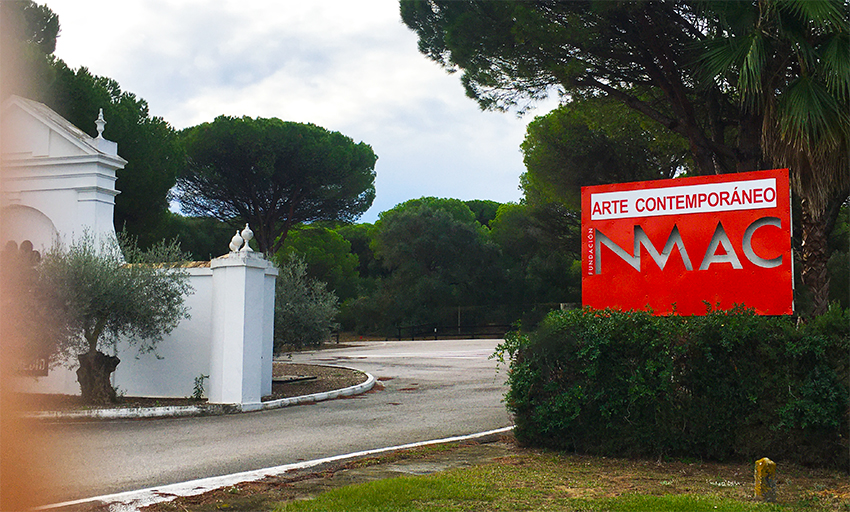
Dehesa de Montenmedio

La fundación fue inaugurada en junio de 2001, y alberga obras de artistas de diversas nacionalidades. Las obras que componen la colección son creadas específicamente para el lugar donde se ha de ubicar la obra, lo que se conoce como proyectos site-specific.

## Ubicación e infraestructura
La Fundación está ubicada en el interior de la Dehesa de Montenmedio, con una extensión de 500 hectáreas aproximadamente, de las que 30 conforman la Fundación. Se encuentra situada en el interior de un  bosque mediterráneo, en el municipio de Vejer de la Frontera (Cádiz). Limita al sur con el parque natural de la Breña y Marismas de Barbate.
La colección se establece en dos zonas diferenciadas: el bosque mediterráneo y los antiguos barracones militares. En el bosque mediterráneo se ha realizado un proyecto de señalización por el colectivo artístico francés Campement Urbain, mientras que los barracones militares fueron rehabilitados para albergar las instalaciones de la fundación: recepción y oficinas, salas de exposiciones, taller de actividades, biblioteca y centro de documentación.
Las intervenciones se iniciaron en el año 2000, rehabilitando tres de los barracones para acoger la recepción, oficinas y dos salas de vídeo (project rooms). En el 2002 se intervino en otros tres barracones que en la actualidad albergan la biblioteca y las obras de artistas como Marina Abramović, Olafur Eliasson, Santiago Sierra, Cristina Lucas y Pilar Albarracín.
En el 2003 el artista chino Huang Yong Ping modificó la estructura de otros dos barracones para su proyecto Hammam, que recrea un  baño árabe.
En el entorno natural del bosque, los artistas realizan proyectos site-specific, concebidos en diferentes soportes: instalaciones, esculturas, estructuras arquitectónicas, fotografía, videoarte, y performance.
En la Fundación las obras establecen un diálogo con la naturaleza, según la intención del artista, buscando la interacción entre arte y naturaleza.

## Exposiciones

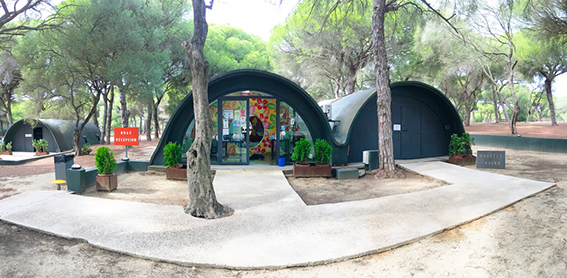
Recepción NMAC

La Fundación se inaugura en junio de 2001, entre las primeras obras de la colección se encuentran, Marina Abramović, Maurizio Cattelan, Sol LeWitt y Roxy Paine, entre otros.
En el año 2003 tiene lugar la siguiente exposición con la incorporación de los proyectos de artistas como: Michael Lin, Ester Partegàs, Fernando Sánchez Castillo y Huang Yong Ping.
En el 2006 se realiza la muestra Testigos/Witnesses, con una temática relacionada con la zona geográfica en la que se encuentra la Fundación. Los artistas que participaron en esta ocasión fueron: Adel Abdessemed, Maja Bajevic, Jeppe Hein, Cristina Lucas, Pascale Marthine Tayou y Shen Yuan.
En mayo de 2009 se inaugura la obra, Second Wind 2005 del artista californiano James Turrell, única de estas características en España.
En 2019 se abre al público la obra Viga Mádre, del artista andaluz Jacobo Castellano.

## Colección permanente

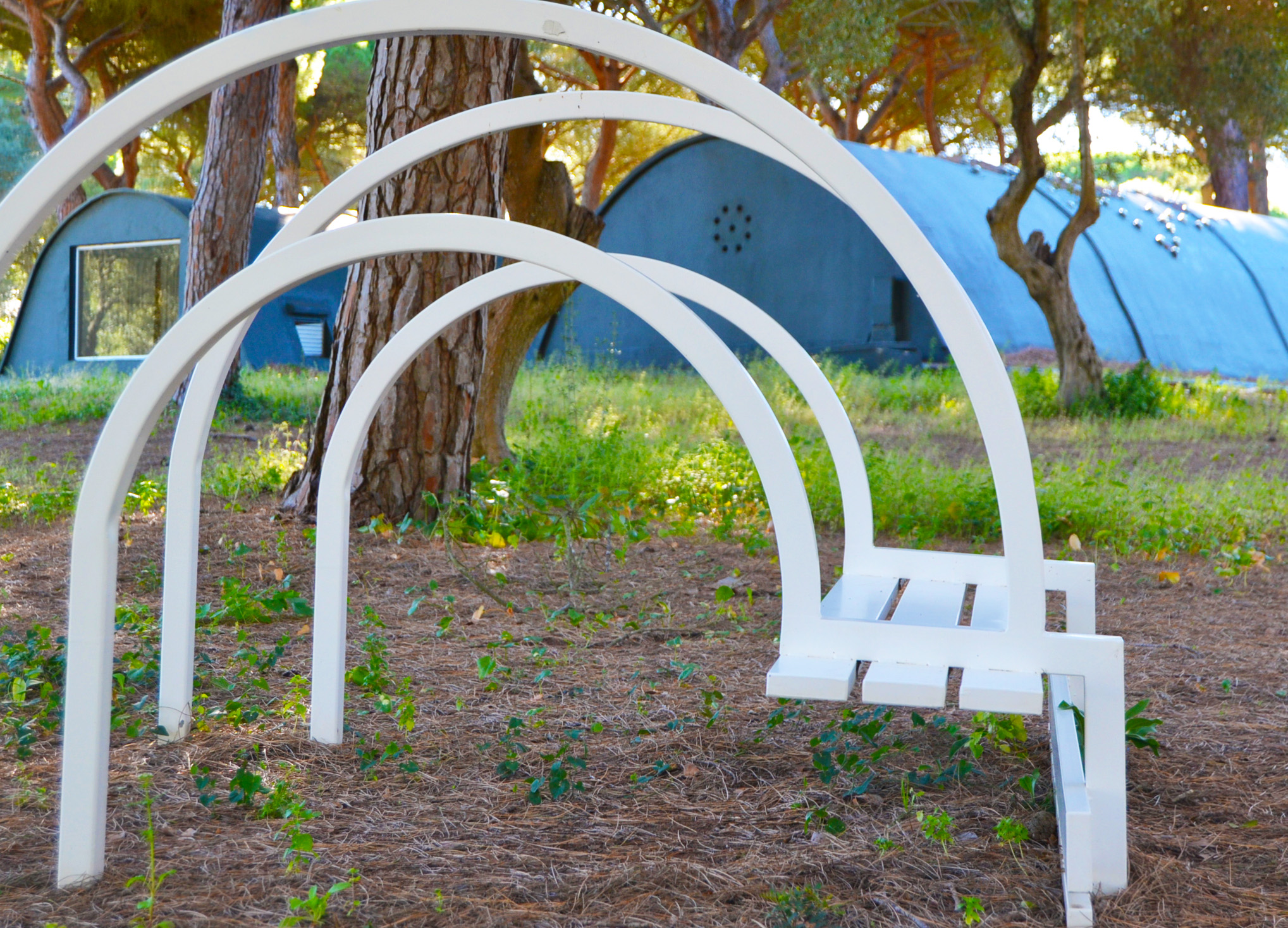
Jeppe Hein

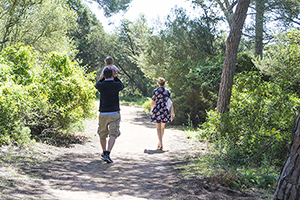

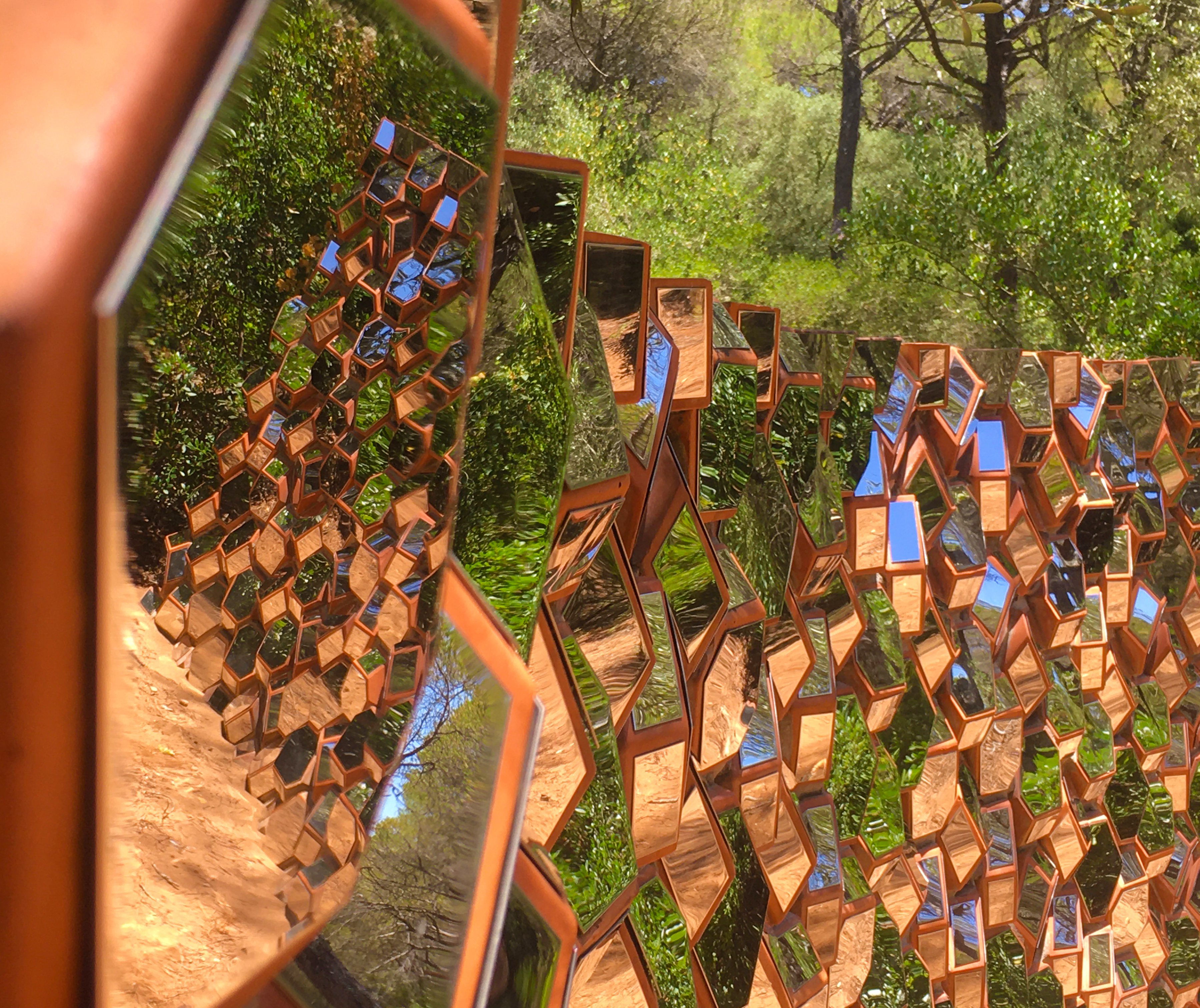

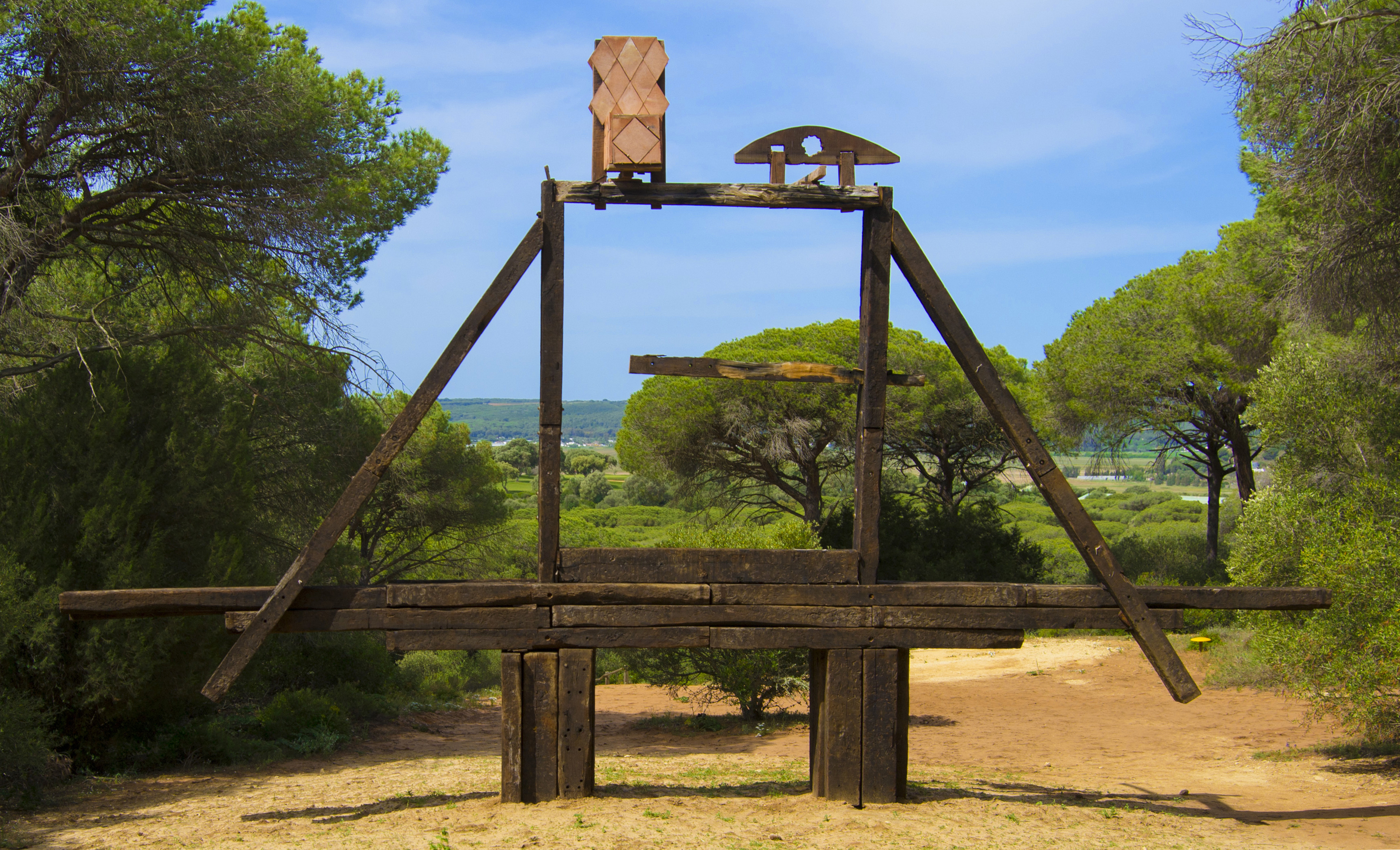
Viga Madre

La colección está formada por obras de artistas contemporáneos cuya actividad se desarrolla en la segunda mitad del siglo XX y principios del siglo XXI. La colección permanente de la fundación consta de las siguientes obras:

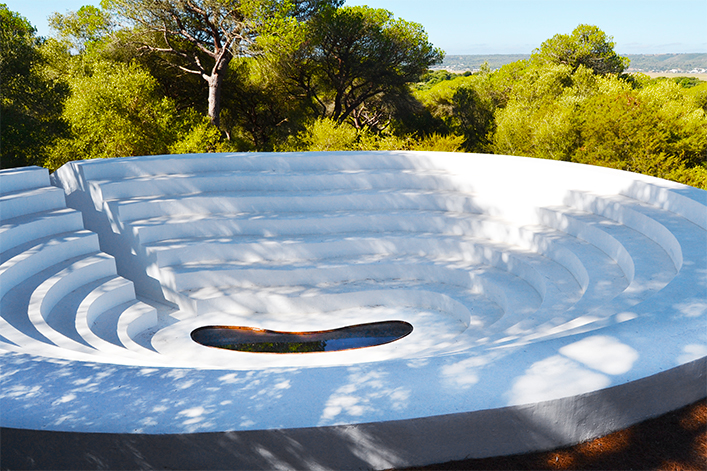
Impresion del cielo

- Adel Abdessemed,

Salam Europe 2006
- Marina Abramović, Nidos Humanos 2001, The Hero (for Antonio) 2001 Archivado el 16 de febrero de 2015 en Wayback Machine.,[6]
- Pilar Albarracín,Jeppe Hein

La Noche 1002/The Night 1002, Lunares/Dots 2001 Archivado el 23 de marzo de 2014 en Wayback Machine.
- Maja Bajevic,

Esculturas para los ciegos/Sculpture for the Blind, El Viaje/Le Voyage 2001
- Gunilla Bandolin,

Impresión del Cielo/Sky’s Impression 2001
- Maurizio Cattelan,

Sin Título/Untitled 2001
- Olafur Eliasson,

Pared de ladrillos Quasi/Quasi Brick Wall 2002,
- Jeppe Hein,

Bancos sociales modificados/Modified Social Benches 2006
- Michael Lin,

Jardín Pasadizo/Garden Passage 2003
- Cristina Lucas,

Tú también puedes caminar/You can walk too! 2006
- Pascale Martine Tayou,

Plansone Duty Free 2006 Archivado el 27 de marzo de 2014 en Wayback Machine.
- Aleksandra Mir,

1000 Historias de amor/1000 Love Stories 2004-2007
- Richard Nonas,

Caudal del río, serpiente en el sol/River- sun, Snake in the sun 2001
- Ester Partegàs,

Yo recuerdo/I Remember 2003
- MP & MP Rosado,

Secuencia Ridícula/Ridiculous Sequence 2002
- Berni Searle,

Hogar y Exilio/Home and Way 2003
- Santiago Sierra,

3000 Huecos de 180 x 70 x 70 cm. cada uno/3000 Hollows of 180 x 70 x 70 cm. each 2002 2002
- Susana Solano,

Encens y Mirra/Incense and Myrrh 2001
- Huang Yong Ping,

Hamman/Hamman 2003
- Shen Yuan,

Puente/Bridge 2006 Archivado el 27 de marzo de 2014 en Wayback Machine.
- James Turrell,

Second Wind 2005.
2009
Jacobo Castellano
Viga Mádre 2019

## Proyectos temporales

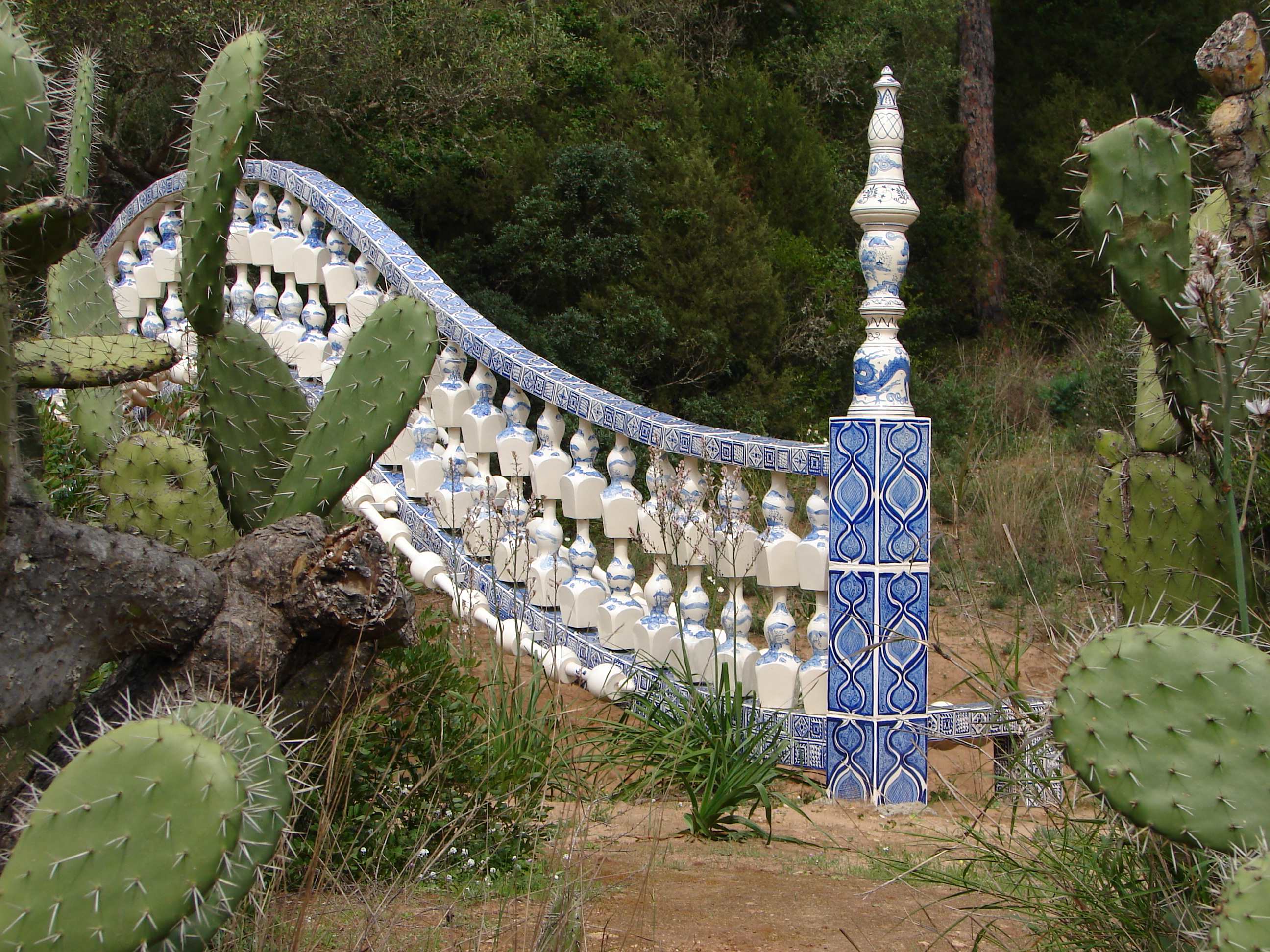
Detalle de puente

La Fundación también ha encargado varios proyectos temporales. Por orden cronológico:
- Anya Gallaccio, 2001

Verde/Green, Verdoso/Verdant, Para Siempre/For Ever, 2001
- Alicia Framis,

Solitario/Lonely, 2002
- Sol LeWitt,

2001,
- Fernando Sánchez Castillo,

Fuente/Fountain 2003
- Joana Vasconcelos,

Opio/Opium, 2003
- Marina Abramović,

Cleaning the House, 2004
- Cristina Lucas,

Proyecto Bridge y Race/Bridge Project and Race, 2005
- Olafur Eliasson,

Your Circumspection Disclosed, 2005-2007
- Jesús Palomino,

Anticogelante y 8 Emisiones de radio, 2006/Antifreeze and 8 Radio Broadcasts 2006
- Pascale Martine Tayou,

Plan-Zone 2006
- Gregor Scheneider,

La Kaaba Blanca/The white Ka’ ba 2006 Archivado el 28 de febrero de 2015 en Wayback Machine.
- Francis Alÿs,

Don´t cross the bridge before you get to the river  2008 Archivado el 16 de febrero de 2015 en Wayback Machine.

## Programa educativo
La Fundación dispone de un Departamento Educativo que organiza visitas guiadas a la colección y talleres para escuelas, así como de una web específica que desarrolla actividades concretas dirigidas y adaptadas a diferentes tipos de público. También organiza seminarios, jornadas profesionales, y publica catálogos de las exposiciones y artistas participantes.
Durante los meses estivales lleva a cabo un programa de verano con actividades culturales y pedagógicas: talleres, conciertos, cuentacuentos, conferencias, visitas guiadas etc.

## Libros y catálogos editados
- BLÁZQUEZ ABASCAL, Jimena; Arte y naturaleza. Guía de Europa, Parques de esculturas. Edita Fundación NMAC y Documenta Artes y Ciencias Visuales, Cádiz, 2006, p. 78-83.

- BLÁZQUEZ ABASCAL, Jimena et al; Testigos-Witnesses. Ed. Charta, Italia, 2006.

- VV. AA., Arte y Naturaleza. Montenmedio Arte Contemporáneo. Edita Fundación NMAC, Cádiz, 2001.

- VV. AA., Cleaning the house. Edita Fundación NMAC, Cádiz, 2007.

- VV. AA., Guía de buenas prácticas. Proyectos de arte contemporáneo en espacios públicos, naturales y urbanos. Edita Fundación NMAC, Cádiz, 2002.

- VV. AA., James Turrell. Ed. Charta, Italia, 2009.

- VV. AA., Love Stories. Alekxandra Mir. Edita Fundación NMAC, Cádiz, 2008.

- VV. AA., Montenmedio Arte Contemporáneo. Edita Fundación NMAC, Cádiz 2003.

- VV. AA., Puente. Edita Fundación NMAC, Cádiz, 2005.